# Plant Systematics and Evolution
Plant Systematics and Evolution és una revista científica bianual revisada per experts que cobreix la botànica sistemàtica i biologia evolutiva. Els redactors en cap són Marcus A. Koch (Universitat de Heidelberg), Martin A. Lysak (Universitat de Masaryk) i Karol Marhold (Acadèmia de les Ciències Eslovaca).

## Història
La revista es va establir a Viena el 1851 amb el redactor en cap fundador Alexander Skofitz com a Österreichisches Botanisches Wochenblatt (setmanari botànic austríac). El 1858 la publicació es va canviar el nom de "Österreichische Botanische Zeitschrift" (Revista de botànica austríaca) i va continuar sota aquest títol del volum 9 al 91. El 1943 i 1944 es van publicar dos volums sota el títol Wiener botanische Zeitschrift (Revista de botànica vienesa). Després va continuar amb el seu títol anterior fins al 1973, quan es va rellançar amb un abast més internacional sota el seu títol actual.

## Resum i indexació
La revista està resumida i indexada a Agricola, Biological Abstracts, CAB Abstracts, Chemical Abstracts Service, EMBiology, International Bibliography of Periodical Literature, Scopus, Current Contents/Agriculture, Biology & Environmental Sciences, The Zoological Record, BIOSIS Previews, i Science Citation Index. Segons el Journal Citation Reports, la revista té un factor d'impacte el 2013 de 1.154.